# Mietałłurg Lipieck
Mietałłurg Lipieck (ros. Футбольный клуб «Металлург» Липецк, Futbolnyj Kłub "Mietałłurg" Lipieck) – rosyjski klub piłkarski z siedzibą w Lipiecku.

## Historia
Chronologia nazw:
- 1958—1960: Trudowyje Riezierwy Lipieck (ros. «Трудовые Резервы» Липецк)
- 1961—1965: Torpedo Lipieck (ros. «Торпедо» Липецк)
- 1966—1974: Mietałłurg Lipieck (ros. «Металлург» Новокузнецк)
- 1975—1978: Nowolipieck Lipieck (ros. «Новолипецк» Новокузнецк)
- 1979—...: Mietałłurg Lipieck (ros. «Металлург» Новокузнецк)

Piłkarska drużyna Trudowyje Riezierwy została założona 7 stycznia 1957 w Lipiecku. 
W 1958 debiutował w Klasie B Mistrzostw ZSRR.
W 1963 w związku z reorganizacją systemu lig ZSRR okazał się w Drugiej Lidze, w której występował do 1992 roku, z wyjątkiem sezonów 1968–1969 oraz 1973–1974, kiedy to zmagał się w Pierwszej Lidze.
Od 1979 klub nazywa się Mietałłurg Lipieck.
W Mistrzostwach Rosji od 1992 występował w Pierwszej Lidze.
Tylko w sezonach 1994–1996, 2001–2002 oraz 2006–2008 występował w Drugiej Dywizji.

## Sukcesy
- 5 miejsce w Pierwszej Lidze ZSRR:

1973
- 1/4 finału w Pucharze ZSRR:

1986
- 2 miejsce w Rosyjskiej Pierwszej Lidze:

1997
- 1/4 finału w Pucharze Rosji:

2000